# Wes Hoolahan
Wes Hoolahan (Dublin, 20 de maio de 1982), é um futebolista irlandês que atua como Meia-atacante. 

## Carreira
Hoolahan fez parte do elenco da Seleção Irlandesa de Futebol da Eurocopa de 2002.